# Pițigoi bicolor
Pițigoiul bicolor (Baeolophus bicolor) este o pasăre mică cântătoare din ordinul paseriformelor, din familia pițigoilor, Paridae. Pițigoiul cu creastă neagră, care se găsește din centrul și sudul Texasului spre sud, a fost inclus ca subspecie, dar acum este considerat o specie separată, Baeolophus atricrstatus.
Aceste păsări mici au o lungime de aproximativ 15 cm, cu o față albă și partea superioară a corpului gri conturată cu flancuri de culoare ruginie. Alte caracteristici includ frunțile lor negre și creasta gri cu smocuri de pe cap. La pui, fruntea neagră este mult diminuată, astfel încât acestea pot fi confundate cu pițigoiul de stejar (deși arealelor lor nu se suprapun). Masculii tind să fie mai mari decât femelele.

## Galerie

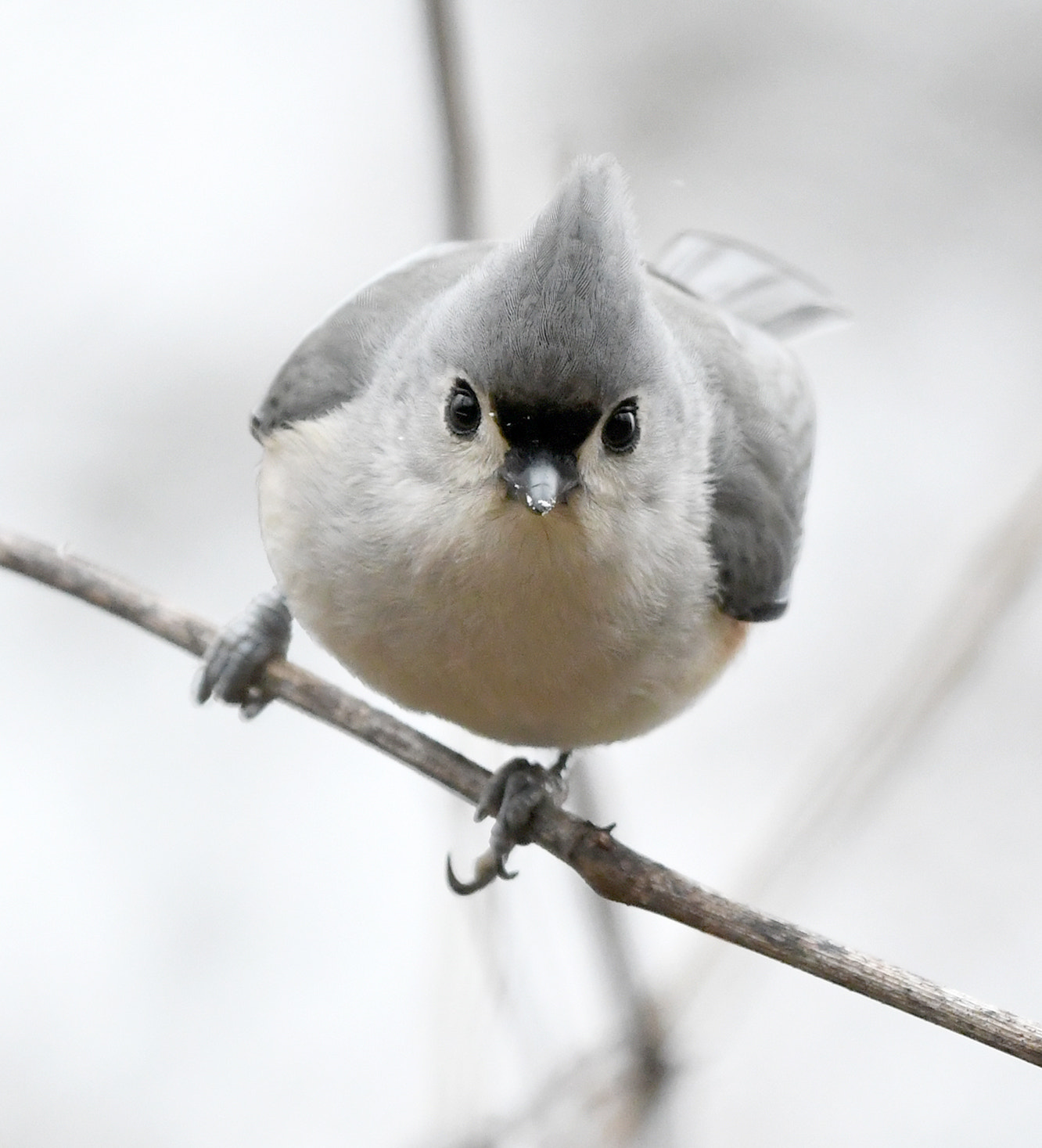
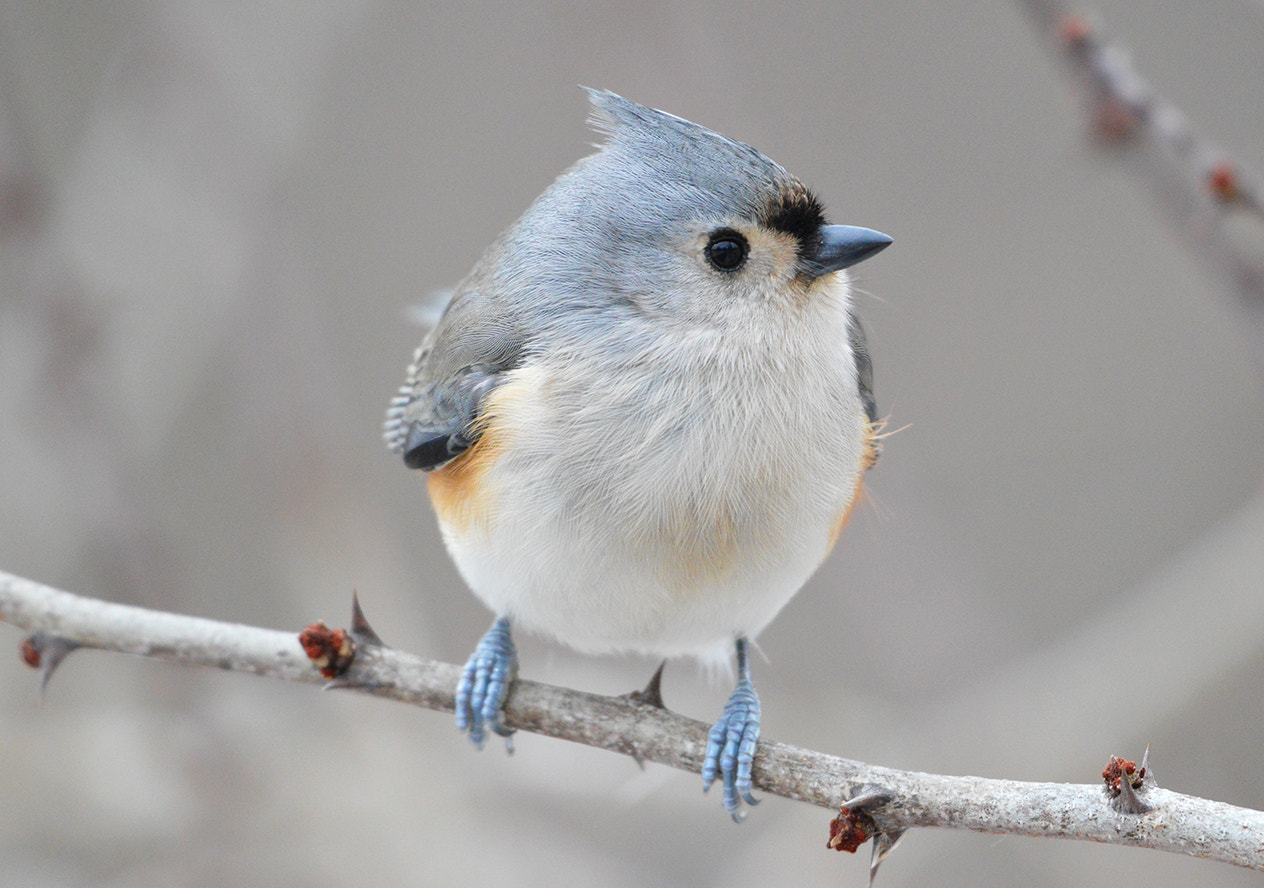
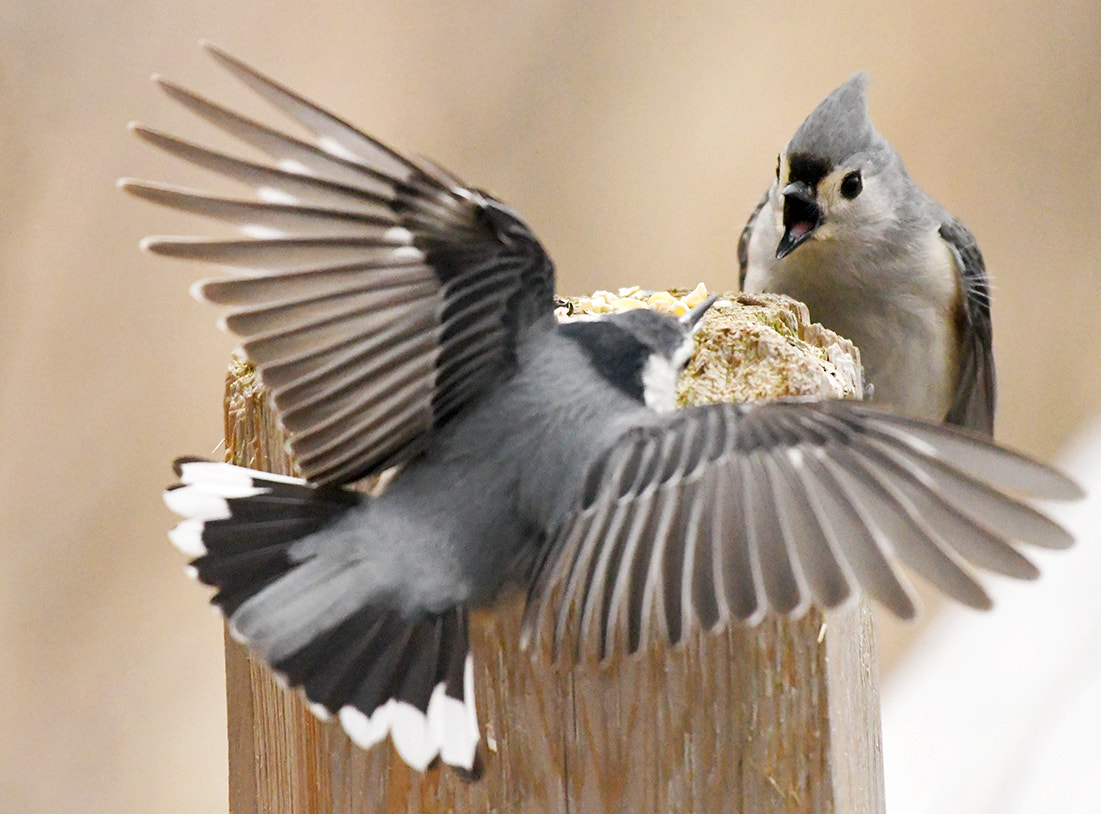